# GO:OD AM
GO: OD AM è il terzo album in studio del rapper statunitense Mac Miller, pubblicato il 18 settembre 2015 da REMember Music e Warner Records. L'album presenta apparizioni come ospiti di Ab-Soul, Chief Keef, Lil B, Miguel e Little Dragon.
GO: OD AM è stato supportato da due singoli: "100 Grandkids" e "Weekend". Miller ha iniziato il suo tour internazionale a supporto dell'album il 20 settembre 2015, iniziato nella sua città natale di Pittsburgh, in Pennsylvania. L'album ha ricevuto recensioni generalmente positive dalla critica, debuttando al numero 4 sulla Billboard 200.

## Annuncio
Il 14 gennaio 2014, Miller ha annunciato che si stava separando dalla Rostrum Records. L'11 maggio 2014, Miller ha pubblicato il suo decimo mixtape, Faces. Il 21 ottobre 2014 è stata pubblicata la notizia che Miller ha firmato un contratto discografico con la Warner Records che comprende un accordo di distribuzione per la sua etichetta REMember Music. Il 30 luglio 2015, Miller ha annunciato di aver completato il suo terzo album in studio. Il 5 agosto 2015, ha rivelato il titolo dell'album, la data di uscita, nonché un video musicale per il singolo principale "100 Grandkids".

## Uscita e promozione
Il 4 settembre 2015 è stata pubblicata un'app mobile che funzionava come un allarme e riproduceva frammenti dei brani del nuovo album. Dell'LP è stata proposta anche un'edizione speciale per la colazione confezionata in una scatola di cereali completa di cereali e comprendente una ciotola in plastica e un oggetto a sorpresa oltre al CD e al download digitale. Nei giorni precedenti l'uscita dell'album, Miller ha ospitato una serie di eventi social gratuiti per promuovere l'album, considerato Homecoming Weekend. Il festival è culminato con la presentazione dell'album e il successivo tour internazionale. Il tour internazionale a supporto dell'album, chiamato The GO:OD AM Tour, è iniziato a Pittsburgh, in Pennsylvania, città natale di Miller.

## Singoli
Il primo singolo dell'album, "100 Grandkids", è stato pubblicato il 7 agosto 2015. Il 7 agosto 2015, il video musicale è uscito per "100 Grandkids". Il secondo singolo ufficiale dell'album, "Weekend" con Miguel, è uscito l'11 gennaio 2016.

### Singoli promozionali
Il primo singolo promozionale dell'album, "Break the Law", è stato pubblicato il 17 agosto 2015. Il secondo singolo promozionale dell'album, "Clubhouse", è del 10 settembre 2015.

## Ricezione critica
GO: OD AM ha ricevuto recensioni generalmente positive dalla critica. Su Metacritic, che assegna una valutazione normalizzata su 100 alle recensioni delle pubblicazioni principali, l'album ha ottenuto un punteggio medio di 71 basato su 14 recensioni. David Jeffries di AllMusic ha dichiarato: "Ottenere tutto da sobrio e liberarsi della depressione sono argomenti su cui GO: OD AM tocca, ma piuttosto che il suo passato, lo show prova che "Miller è guidato dalla sua rinascita in un interessante e contagioso LP è anche il suo più forte fino ad oggi." Meghan Garvey di Billboard ha dichiarato: "Al debutto con l'etichetta major GO: OD AM, il suo terzo e miglior album in studio, Miller affronta francamente fama, dipendenza, recupero e la lotta per essere una persona decente per la produzione tesa e malinconica che canalizza sia l'inebriazione oscura che l'ottimismo combattuto". Andrew Gretchko di HipHopDX ha detto, "Se il secondo album di Miller è stato un trampolino di lancio che gli ha permesso di superare il suo passato di festa, GO:OD AM serve come campanello d'allarme per coloro che pensano che la sua musica sia ancora più adatta per le feste della confraternita. Con un futuro brillante davanti a sé, Miller si è posizionato per la longevità della carriera, purché possa tenere i suoi demoni dietro di sé."

## Successo commerciale
Negli Stati Uniti, GO:OD AM ha debuttato al numero quattro della Billboard 200, vendendo 73 000 copie nella sua prima settimana. Fu il terzo album più venduto negli Stati Uniti durante la sua settimana di debutto. A partire da ottobre 2015, l'album ha venduto 92 000 copie sul mercato interno. GO:OD AM ha guadagnato 14.000 unità equivalenti all'album nella settimana successiva alla morte di Mac Miller il 7 settembre 2018, permettendo così all'album di rientrare nella Billboard 200 al numero 32. Il 26 ottobre 2018, l'album è stato certificato oro dalla Recording Industry Association of America (RIAA) per vendite combinate e flussi superiori a 500.000 unità negli Stati Uniti.

## Tracce
1. Doors – 1:18
2. Brand Name – 5:02
3. Rush Hour – 3:21
4. Two Matches (featuring Ab-Soul) – 4:36
5. 100 Grandkids – 4:40
6. Time Flies (featuring Lil B) – 2:53
7. Weekend (featuring Miguel) – 3:28
8. Clubhouse – 3:00
9. In the Bag – 4:35
10. Break the Law – 3:15
11. Perfect Circle / God Speed – 7:55
12. When in Rome – 3:43
13. ROS – 5:43
14. Cut the Check (featuring Chief Keef) – 2:50
15. Ascension – 4:52
16. Jump – 4:39
17. The Festival (featuring Little Dragon) – 4:38

## Classifiche

### Classifiche settimanali
| Classifica (2015) | Posizione massima |
| ----------------- | ----------------- |
| Australia         | 32                |
| Belgio (Fiandre)  | 74                |
| Belgio (Vallonia) | 102               |
| Canada            | 7                 |
| Francia           | 117               |
| Germania          | 72                |
| Nuova Zelanda     | 29                |
| Paesi Bassi       | 86                |
| Regno Unito       | 76                |
| Stati Uniti       | 4                 |
| Svizzera          | 55                |

### Classifiche di fine anno
| Classifica (2015) | Posizione |
| ----------------- | --------- |
| Stati Uniti       | 200       |